# Liste des députés allemands de la république de Weimar (8e législature) et du Troisième Reich (1re législature)

La neuvième législature de la république de Weimar et, de facto, la première législature du Troisième Reich dure de mars à novembre 1933. Cette législature est la conséquence des élections législatives allemandes de mars 1933.

## Présidence
- Président du Reichstag 
 Hermann Göring
- Premier secrétaire 
 Thomas Eßer
- Deuxième secrétaire 
 Hermann Esser
- Troisième secrétaire 
 Ernst Zörner

 Ce bureau est élu lors de la première session, le 21 mars 1933. 

## Députés
- Haut – A
- B
- C
- D
- E
- F
- G
- H
- I
- J
- K
- L
- M
- N
- O
- P
- Q
- R
- S
- T
- U
- V
- W
- X
- Y
- Z

### A
- Albert Abicht (1893–1973), DNVP, Wahlkreis 12 (Thuringe)
- Julius Adler (1894–1945), KPD, Wahlkreis 17 (Westphalie-Nord)
- Willi Agatz (1904–1957), KPD, Wahlkreis 18 (Westphalie-Sud)
- Dr. Dirk Agena (de) (1889–1934), DNVP, Wahlkreis 14 (Weser-Ems (en))
- Lore Agnes (1876–1953), SPD, Wahlkreis 22 (Düsseldorf-Est)
- Marie Ahlers (1898–1968), KPD, Wahlkreis 11 (Mersebourg)
- Martin Albrecht (de) (1893–1952), NSDAP, Wahlkreis 5 (Francfort-sur-l'Oder)
- Dr. Herbert Albrecht (de) (1900–1945?), NSDAP, Wahlkreis 12 (Thuringe)
- Wilhelm Alef (de) (1882–1957), Zentrum, eingetreten am 21. Juni 1933 für den Abgeordneten Schmidt (Lippstadt)
- Max Amann (1891–1957), NSDAP, Wahlkreis 24 (Oberbayern–Schwaben)
- Maria Ansorge (1880–1955), SPD, Wahlkreis 7 (Breslau)
- Detlev von Arnim (1878–1947), DNVP, Wahlkreis 4 (Potsdam I)
- Johann Appler (de) (1892–1978), NSDAP, Wahlkreis 26 (Franconie)
- Arthur Arzt (de) (1880–1953), SPD, Wahlkreis 28 (Dresde-Bautzen)
- August Asmuth (de) (1884–1935), Zentrum, Wahlkreis 20 (Cologne-Aix-la-Chapelle)
- Siegfried Aufhäuser (1884–1969), SPD, Wahlkreis 2 (Berlin)
- Elise Augustat (1889–1940), KPD, Wahlkreis 34 (Hambourg)

### B
- Dr. Fritz Baade (de) (1893–1974), SPD, Wahlkreis 10 (Magdebourg)
- Erich von dem Bach-Zelewski (1899–1972), NSDAP, Wahlkreis 5 (Francfort-sur-l'Oder)
- Dr. Walther Baerwolff (de) (1896–1969), DNVP, Wahlkreis 24 (Oberbayern–Schwaben)
- Bernhard Bästlein (1894–1944), KPD, Wahlkreis 20 (Cologne-Aix-la-Chapelle)
- Dr. Paul Bang (de) (1879–1945), DNVP, Wahlkreis 28 (Dresde-Bautzen)
- Gustav von Bartenwerffer (1872–1947), DNVP, Wahlkreis 10 (Magdebourg)
- Karl Barthel (de) (Hessen) (1907–1974), KPD, Wahlkreis 19 (Hesse-Nassau)
- Michael Barthel (de) (Basse-Bavière) (1899–1960), NSDAP, Wahlkreis 25 (Basse-Bavière)
- Robert Bauer (1898–1965), NSDAP, Wahlkreis 30 (Chemnitz-Zwickau)
- Paul Bausch (de) (1895–1981), CSVD, Reichswahlvorschlag
- Dr. Michael Bayersdörfer (de) (1867–1940), BVP, Wahlkreis 27 (Pfalz)
- Michael Bayersdörfer (en) (Oppeln) (1863–1946), Zentrum, Wahlkreis 9 (Oppeln)
- Johannes Becker (de) (Arnsberg) (1875–1955), Zentrum, Wahlkreis 18 (Westphalie-Sud)
- Artur Becker (Düsseldorf) (1905–1938), KPD, Wahlkreis 23 (Düsseldorf-Sud)
- Heinrich Becker (de) (Herborn) (1877–1964), SPD, Wahlkreis 19 (Hesse-Nassau)
- Adolf Beckerle (1902–1976), NSDAP, Wahlkreis 19 (Hesse-Nassau)
- Hermann Behme (de) (1900–1969), NSDAP, Wahlkreis 35 (Mecklembourg)
- Franz Behrens (1872–1943), CSVD, Reichswahlvorschlag
- Hans Beimler (1895–1936), KPD, Wahlkreis 24 (Oberbayern–Schwaben)
- Dr Hans Bell (1868–1949), Zentrum, Wahlkreis 23 (Düsseldorf-Sud)
- Fritz Benedum (de) (1902–1965), KPD, Wahlkreis 27 (Pfalz)
- Robert Bergmann (de) (1886–1966), NSDAP, Wahlkreis 26 (Franconie)
- Emil Berndt (de) (1874–1954), DNVP, Reichswahlvorschlag
- Nikolaus Bernhard (de) (1881–1957), SPD, Wahlkreis 10 (Magdebourg)
- Karl Bickleder (de) (1888–1958), BVP, eingetreten am 8. September 1933 für den Abgeordneten Sturm
- Adolf Biedermann (1881–1933), SPD, Wahlkreis 34 (Hambourg), verstorben am 10. Mai 1933
- Franz Bielefeld (1880–1949), Zentrum, Wahlkreis 17 (Westphalie-Nord)
- Louis Biester (de) (1882–1965), SPD, Wahlkreis 13 (Schleswig-Holstein)
- Gottfried Graf von Bismarck-Schönhausen (1901–1949), NSDAP, Wahlkreis 6 (Pommern)
- Johannes Blum (de) (Krefeld) (1857–1946), Zentrum, Wahlkreis 23 (Düsseldorf-Sud)
- Dr Fritz Bockius (1882–1945), Zentrum, Wahlkreis 33 (Hessen-Darmstadt)
- Arthur Böckenhauer (de) (1899–1953), NSDAP, Wahlkreis 34 (Hambourg)
- Hans Böckler (1875–1951), SPD, Wahlkreis 20 (Cologne-Aix-la-Chapelle)
- Wilhelm Börger (de) (1896–1962), NSDAP, Wahlkreis 22 (Düsseldorf-Est)
- Clara Bohm-Schuch (1879–1936), SPD, Wahlkreis 2 (Berlin)
- Wilhelm Boltz (de) (Hambourg) (1886–1939), NSDAP, Wahlkreis 34 (Hambourg)
- Eugen Bolz (Stuttgart) (1881–1945), Zentrum, Wahlkreis 31 (Wurtemberg)
- Dr Joseph Borchmeyer (de) (1898–1989), DNVP, Wahlkreis 17 (Westphalie-Nord)
- Franz Bornefeld-Ettmann (de) (1880–1961), Zentrum, Wahlkreis 17 (Westphalie-Nord)
- Philipp Bouhler (1899–1945), NSDAP, Reichswahlvorschlag
- Alwin Brandes (de) (1866–1949), SPD, Wahlkreis 18 (Westphalie-Sud)
- Ernst Brandt (de) (1896–1956), KPD, Wahlkreis 10 (Magdebourg)
- Reinhard Bredow (de) (1872–1945), NSDAP, Wahlkreis 5 (Francfort-sur-l'Oder)
- Dr Rudolf Breitscheid (1874–1944), SPD, Wahlkreis 4 (Potsdam I)
- Otto Brenzel (de) (1898–1945), KPD, Wahlkreis 33 (Hessen-Darmstadt)
- Hugo Bruckmann (de) (1863–1941), NSDAP, Reichswahlvorschlag
- Helmuth Brückner (1896–1954), NSDAP, Wahlkreis 7 (Breslau), ausgeschieden am 31. März 1933
- Dr Heinrich Brüning (1885–1970), Zentrum, Reichswahlvorschlag
- Paul Brusch (de) (1884–?), NSDAP, Wahlkreis 15 (Hanovre-Est)
- Walter Buch (1883–1949), NSDAP, Reichswahlvorschlag
- Albert Buchmann (de), (1894–1975), KPD, Wahlkreis 31 (Wurtemberg)
- Franz Büchner (1898–1967), NSDAP, Wahlkreis 24 (Oberbayern–Schwaben)
- Otto Buchwitz (de) (1879–1964), SPD, Wahlkreis 8 (Liegnitz)
- Josef Bürckel (1895–1944), NSDAP, Wahlkreis 27 (Pfalz)
- Hanns Bunge (de) (1898–1966), NSDAP, Wahlkreis 24 (Oberbayern–Schwaben)

### C
- Karl Carius (de) (1902–1980), NSDAP, Wahlkreis 21 (Coblence-Trèves)
- Walter Chemnitz (de) (1901–1947), KPD, Wahlkreis 32 (Bade)
- Roman Chwalek (1898–1974), KPD, Wahlkreis 8 (Liegnitz)
- Walther von Corswant (de) (1886–1942), NSDAP, Wahlkreis 6 (Pommern)
- August Creutzburg (de), (1892–1941), KPD, Wahlkreis 12 (Thuringe)
- Arthur Crispien (1875–1946), SPD, Wahlkreis 2 (Berlin)
- Dr August Crone-Münzebrock (de) (1882–1947), Zentrum, Wahlkreis 19 (Hesse-Nassau)

### D
- Franz Dahlem (1892–1981), KPD, Wahlkreis 3 (Potsdam II)
- Gustav Dahrendorf (de) (1901–1954), SPD, Wahlkreis 34 (Hambourg)
- Walther Darré (1895–1953), NSDAP, Reichswahlvorschlag
- Herbert Dassler (de) (1902–1957), NSDAP, Wahlkreis 4 (Potsdam I)
- Dr Wilhelm Decker (de) (District de Potsdam (1815-1945)|Potsdam) (1899–1945), NSDAP, Wahlkreis 4 (Potsdam I)
- Johann Deininger (de) (1896–1973), NSDAP, Wahlkreis 24 (Oberbayern–Schwaben)
- Dr Friedrich Dessauer (de) (1881–1963), Zentrum, Wahlkreis 19 (Hesse-Nassau)
- Georg von Detten (1887–1934), NSDAP, Wahlkreis 28 (Dresde-Bautzen)
- Hermann Dietrich (Bade) (1879–1954), DStP, Reichswahlvorschlag
- Josef Dietrich (Munich) (1892–1966), NSDAP, Wahlkreis 24 (Oberbayern–Schwaben)
- Georg Dietrich (de) (Thuringe) (1888–1971), SPD, Wahlkreis 12 (Thuringe)
- Carl Diez (1877–1969), Zentrum, Wahlkreis 32 (Bade)
- Hans Dill (de) (1887–1973), SPD, Wahlkreis 26 (Franconie)
- Eduard Dingeldey (de) (1886–1942), DVP, Wahlkreis 28 (Dresde-Bautzen)
- Wilhelm Dittmann (1874–1954), SPD, Reichswahlvorschlag
- Alfred Dobbert (de) (1897–1975), SPD, Wahlkreis 28 (Dresde-Bautzen)
- Dr Bruno Doehring (de) (1879–1961), Zentrum, Wahlkreis 30 (Chemnitz-Zwickau)
- Otto Dörrenberg (de) (Köln) (1888–1961), NSDAP, Wahlkreis 20 (Cologne-Aix-la-Chapelle)
- Franz Doll (de), (1906–?) KPD, Wahlkreis 32 (Bade)
- Ewald Dost (de) (Zwickau) (1897–1945), NSDAP, Wahlkreis 30 (Chemnitz-Zwickau)
- Heinrich Drake (de) (1881–1970), SPD, eingetreten am 30. Mai 1933 für den Abgeordneten Schreck
- Dr Johannes Drees (de) (1894–1944), Zentrum, Wahlkreis 14 (Weser-Ems)
- Wilhelm Dreher (de) (1892–1969), NSDAP, Wahlkreis 31 (Wurtemberg)
- Ernst Duschön (de) (1904–1981), NSDAP, Wahlkreis 1 (Prusse-Orientale)

### E
- Friedrich Karl Freiherr von Eberstein (1894–1979), NSDAP, Wahlkreis 12 (Thuringe)
- Friedrich Ebert (1894–1979), SPD, Wahlkreis 4 (Potsdam I)
- Otto Eggerstedt (1886–1933), SPD, Wahlkreis 13 (Schleswig-Holstein)
- Franz Ehrhardt (de) (1880–1956), Zentrum, Wahlkreis 9 (Oppeln)
- Erich Emminger (1880–1951), BVP, Wahlkreis 24 (Oberbayern–Schwaben)
- Fritz Emrich (de) (Berlin) (1894–1947), KPD, Wahlkreis 18 (Westphalie-Sud)
- Dr Konrad Ende (de) (1895–1976), DNVP, Wahlkreis 18 (Westphalie-Sud)
- Herbert Ender (de) (1901–?), NSDAP, Wahlkreis 30 (Chemnitz-Zwickau)
- Franz von Epp (1868–1946), NSDAP, Wahlkreis 26 (Franconie)
- Otto Erbersdobler (de) (1895–1981), NSDAP, Wahlkreis 25 (Basse-Bavière)
- Johann Ernst (de) (Aachen) (1888–1969), Zentrum, Wahlkreis 20 (Cologne-Aix-la-Chapelle)
- Karl Ernst (District de Potsdam (1815-1945)|Potsdam) (1904–1934), NSDAP, Wahlkreis 2 (Berlin)
- Joseph Ersing (de) (1882–1956), Zentrum, Wahlkreis 32 (Bade)
- Thomas Eßer (Euskirchen) (1870–1948), Zentrum, Wahlkreis 20 (Cologne-Aix-la-Chapelle)
- Hermann Esser (Munich) (1900–1981), NSDAP, Reichswahlvorschlag, ausgeschieden am 24. Mai 1933
- Dr Friedrich Everling (1891–1958), DNVP, Wahlkreis 35 (Mecklembourg)

### F
- Dr Hans Fabricius (de) (1891–1945), NSDAP, Wahlkreis 2 (Berlin)
- Heinrich Fahrenbrach (de) (1878–1950), Zentrum, Wahlkreis 23 (Düsseldorf-Sud)
- Oskar Farny (de) (1891–1983), Zentrum, Wahlkreis 31 (Wurtemberg), ausgeschieden am 26. Juni 1933
- Alfred Faust (de) (1883–1961), SPD, Wahlkreis 14 (Weser-Ems (de))
- Gottfried Feder (Munich) (1883–1941), NSDAP, Wahlkreis 1 (Prusse-Orientale)
- Anton Fehr (1881–1954), DBP (de), Reichswahlvorschlag
- Josef Felder (de) (1900–2000), SPD, Wahlkreis 24 (Oberbayern–Schwaben)
- Max Fillusch (de) (1896–1965), NSDAP, Wahlkreis 9 (Oppeln)
- Julius Finke (de) (1880–1947), SPD, Wahlkreis 17 (Westphalie-Nord)
- Hermann Fleißner (de) (Dresden) (1865–1939), SPD, Wahlkreis 28 (Dresde-Bautzen)
- Friedrich Karl Florian (1894–1975), NSDAP, Wahlkreis 22 (Düsseldorf-Est)
- Wilhelm Florin (de) (Potsdam) (1894–1944), KPD, Wahlkreis 4 (Potsdam I)
- Dr Ernst Föhr (de) (Bade) (1892–1976), Zentrum, Wahlkreis 32 (Bade)
- Dr Wilhelm Fonk (de) (1896–1974), Zentrum, Wahlkreis 7 (Breslau)
- Albert Forster (1902–1952), NSDAP, Wahlkreis 26 (Franconie)
- Dr Hans Frank (1900–1946), NSDAP, Wahlkreis 8 (Liegnitz)
- Christian Franke (de) (1891–1972), NSDAP, Wahlkreis 17 (Westphalie-Nord)
- Kurt Frey (de) (Oberbayern) (1902–1945), NSDAP, Wahlkreis 24 (Oberbayern–Schwaben)
- de décès Axel Freiherr von Freytag-Loringhoven (de) (1878–1942), DNVP, Wahlkreis 7 (Breslau)
- Dr Wilhelm Frick (1877–1946), NSDAP, Wahlkreis 12 (Thuringe)
- Hans Friedrich (de) (1886–1954), NSDAP, Wahlkreis 6 (Pommern)
- August Frölich (de) (1877–1966), SPD, Wahlkreis 12 (Thuringe)
- Herbert Fust (de) (Mecklenburg) (1899–1974), NSDAP, Wahlkreis 35 (Mecklembourg)

### G
- Paul Geburtig (de) (1896–?), NSDAP, Wahlkreis 7 (Breslau)
- Paul Geisler (de) (1895–1971), KPD, Wahlkreis 22 (Düsseldorf-Est)
- Otto Gerig (1885–1944), Zentrum, Wahlkreis 20 (Cologne-Aix-la-Chapelle)
- Paul Gerlach (1888–1944), SPD, Wahlkreis 23 (Düsseldorf-Sud)
- Hans Gewecke (de) (1906–1991), NSDAP, Wahlkreis 13 (Schleswig-Holstein)
- Waldemar Geyer (de) (1882–1947), NSDAP, Wahlkreis 3 (Potsdam II)
- Paul Gibbert (de) (1898–1967), Zentrum, Wahlkreis 21 (Coblence-Trèves)
- Dr Joseph Goebbels (1897–1945), NSDAP, Wahlkreis 2 (Berlin)
- Heinrich Göckenjan (de) (1900–1986), NSDAP, Wahlkreis 17 (Westphalie-Nord)
- Hermann Göring (1893–1946), NSDAP, Wahlkreis 4 (Potsdam I)
- Otto Gohdes (de) (1896–1945), NSDAP, Wahlkreis 6 (Pommern)
- Carl Gottfried Gok (de) (1869–1945), DNVP, Wahlkreis 34 (Hambourg)
- Georg Gradl (de) (Franken) (1884–1950), NSDAP, Wahlkreis 26 (Franconie)
- Hugo Gräf (de) (Dresden) (1892–1958), KPD, Wahlkreis 28 (Dresde-Bautzen)
- Walther Graef (Thuringe) (1873–1937), DNVP, Wahlkreis 12 (Thuringe)
- Georg Engelbert Graf (de) (Leipzig) (1881–1952), SPD, Wahlkreis 29 (Leipzig)
- Otto Graf (Regensburg) (1894–1953), BVP, Wahlkreis 25 (Basse-Bavière)
- Peter Graßmann (de) (1873–1939), SPD, Reichswahlvorschlag
- Georg Graupe (de) (Zwickau) (1875–1959), SPD, Wahlkreis 30 (Chemnitz-Zwickau)
- Hermann Groine (de) (1897–1941), NSDAP, Wahlkreis 29 (Leipzig)
- Rudolf Gross (de) (Tilsit) (1888–1955), NSDAP, Wahlkreis 1 (Prusse-Orientale)
- Johannes Gross (de) (Wurtemberg) (1879–1954), Zentrum, Wahlkreis 31 (Wurtemberg)
- Fritz Große (de) (1904–1957), KPD, Wahlkreis 3 (Potsdam II)
- Otto Grotewohl (1894–1964), SPD, Wahlkreis 16 (Südhannover–Braunschweig (Land))
- Ernst Grube (1890–1945), KPD, Wahlkreis 30 (Chemnitz-Zwickau)
- Heinrich Grund (de) (1892–1948), NSDAP, Wahlkreis 31 (Wurtemberg)
- Kurt Günther (de) (1896–1947), NSDAP, Wahlkreis 12 (Thuringe)

### H
- Heinrich Haag (de), Bauern- und Weingärtnerbund, Gast der DNVP, Wahlkreis 31 (Wurtemberg)
- Theodor Habicht (Munich), NSDAP, Reichswahlvorschlag
- DrAlbert Hackelsberger (de), Zentrum, Wahlkreis 32 (Bade)
- Heinrich Hager (de), NSDAP, Wahlkreis 26 (Franconie)
- Dr Alfred Hanemann (de), DNVP, Wahlkreis 32 (Bade)
- Karl Hanke (1903–1945), NSDAP, Wahlkreis 3 (Potsdam II)
- Claus Hans (de), NSDAP, Wahlkreis 13 (Schleswig-Holstein)
- Gustav Harmony (de), DNVP, Reichswahlvorschlag
- Erwin Hartsch (Chemnitz) (1890–1948), SPD, Wahlkreis 30 (Chemnitz-Zwickau)
- Hans Hayn (Breslau), NSDAP, Wahlkreis 7 (Breslau)
- Friedrich Heckert (1884–1936), KPD, Wahlkreis 10 (Magdebourg)
- Ernst Heilmann (1881–1940), SPD, Wahlkreis 5 (Francfort-sur-l'Oder)
- Wilhelm Hein (de) (Berlin), KPD, Wahlkreis 2 (Berlin)
- Edmund Heines (1897–1934), NSDAP, Wahlkreis 8 (Liegnitz)
- Kurt Heinig (de) (1886–1956), SPD, Wahlkreis 3 (Potsdam II)
- August Heißmeyer (1897–1979), NSDAP, Wahlkreis 17 (Westphalie-Nord)
- Kurt Hellwig (de) (Ostpreußen), NSDAP, Wahlkreis 1 (Prusse-Orientale)
- Michael Helmerich (de) (Basse-Bavière), BVP, Wahlkreis 25 (Basse-Bavière)
- Friedrich Helmich (de) (Westfalen), NSDAP, Wahlkreis 18 (Westphalie-Sud)
- Otto Hembeck (de), DNVP, Reichswahlvorschlag
- Rudolf Hennig (1895–1944), KPD, Wahlkreis 22 (Düsseldorf-Est)
- Fritz Henßler (de) (1886–1953), SPD, Wahlkreis 18 (Westphalie-Sud)
- Franz Herbert, BVP, Wahlkreis 26 (Franconie)
- Adolf Hergenröder (de), NSDAP, Wahlkreis 26 (Franconie)
- Oskar Hergt (Hessen) (1869–1967), DNVP, Wahlkreis 19 (Hesse-Nassau)
- Otto Hergt (de) (Pommern), NSDAP, Wahlkreis 6 (Pommern)
- Max Herm (de) (Brandenburg) (1899–1982), KPD, Wahlkreis 3 (Potsdam II)
- Hans Herrmann (de), BVP, Wahlkreis 25 (Basse-Bavière)
- Dr Paul Hertz (de) (1888–1961), SPD, Wahlkreis 11 (Mersebourg)
- Adalbert Herwig (de), NSDAP, Wahlkreis 15 (Hanovre-Est)
- Otto Herzog (de) (1900–1945?), NSDAP, Wahlkreis 14 (Weser-Ems)
- Rudolf Heß (Munich) (1894–1987), NSDAP, Wahlkreis 29 (Leipzig)
- Arthur Heß (de) (Plauen), NSDAP, Wahlkreis 30 (Chemnitz-Zwickau)
- Christian Heuck (1892–1934) KPD, Wahlkreis 13 (Schleswig-Holstein), Opfer des NS-Regimes
- Michael Heuschneider (de), NSDAP, Wahlkreis 30 (Chemnitz-Zwickau)
- Dr Theodor Heuss (1884–1963), DStP, Reichswahlvorschlag
- Max Heydebreck (de), NSDAP, Wahlkreis 6 (Pommern)
- Ferdinand von Hiddessen (de) (1887–1971), NSDAP, eingetreten am 8. April 1933 für den Abgeordneten Brückner
- Konstantin Hierl (1875–1955), NSDAP, Reichswahlvorschlag
- Friedrich Hildebrandt (1898–1948), NSDAP, Wahlkreis 35 (Mecklembourg)
- Dr Rudolf Hilferding (1877–1941), SPD, Wahlkreis 22 (Düsseldorf-Est)
- Johanna Himmler (de) (Chemnitz), KPD, Wahlkreis 30 (Chemnitz-Zwickau)
- Heinrich Himmler (Thuringe) (1900–1945), NSDAP, Wahlkreis 12 (Thuringe)
- Hans Hinkel (1901–1960), NSDAP, Wahlkreis 3 (Potsdam II)
- Kurt Hintze, NSDAP, Wahlkreis 4 (Potsdam I)
- Ernst Hintzmann, DNVP, Wahlkreis 14 (Weser-Ems)
- Adolf Hitler (1889–1945), NSDAP, Wahlkreis 24 (Oberbayern–Schwaben)
- Dr Paul Hocheisen (de), NSDAP, Wahlkreis 29 (Leipzig)
- Dr Wilhelm Hoegner (1887–1980), SPD, Wahlkreis 24 (Oberbayern–Schwaben)
- Michael Höllerzeder (de), KPD, Wahlkreis 24 (Oberbayern–Schwaben)
- Karl Höltermann (1894–1955), SPD, Wahlkreis 10 (Magdebourg)
- Paul Hoenscher, NSDAP, Wahlkreis 9 (Oppeln)
- Edwin Hoernle (de) (1883–1952), KPD, Wahlkreis 11 (Mersebourg)
- Curt Hoff (de) (1888–1950), Zentrum, eingetreten am 20. Juli 1933 für den Abgeordneten Klöckner
- Hermann Hofmann (de) (Ludwigshafen), Zentrum, Wahlkreis 27 (Pfalz)
- Hans Georg Hofmann (de) (Basse-Bavière), NSDAP, Wahlkreis 25 (Basse-Bavière)
- Eugen Holdinghausen (de), NSDAP, Wahlkreis 28 (Dresde-Bautzen)
- Arthur Holzmann (de), NSDAP, Wahlkreis 24 (Oberbayern–Schwaben)
- Friedrich Homann (de), NSDAP, Wahlkreis 17 (Westphalie-Nord)
- Dr Michael Horlacher (de) (1888–1957), BVP, Wahlkreis 24 (Oberbayern–Schwaben)
- Lambert Horn (1899–1939), KPD, Wahlkreis 22 (Düsseldorf-Est)
- Gerd Horseling (de) (1903–1992), KPD, Reichswahlvorschlag
- Ludwig Huber (de), NSDAP, Wahlkreis 32 (Bade)
- Adolf Hühnlein (1881–1942), NSDAP, Wahlkreis 31 (Wurtemberg)
- Oskar Hünlich (1887–1963), SPD, Wahlkreis 14 (Weser-Ems)
- Wilhelm Hug (de) (Bade), NSDAP, Wahlkreis 32 (Bade), ausgeschieden am 30. Juni 1933
- Dr Alfred Hugenberg (1865–1951), DNVP, Wahlkreis 17 (Westphalie-Nord)
- Dr Otto Hugo (de) (1878–1942), DVP, Reichswahlvorschlag, ab Juni 1933: NSDAP
- Dr Heinrich Hunke (de), NSDAP, Wahlkreis 3 (Potsdam II)
- Friedrich Ernst Husemann (1873–1935), SPD, Wahlkreis 18 (Westphalie-Sud)
- Friedrich Huth (de) (Franken), BVP, Wahlkreis 26 (Franconie)

### I
- Heinrich Imbusch (de) (1878–1945), Zentrum, Wahlkreis 18 (Westphalie-Sud)
- Fritz Emil Irrgang (de) (1890–1951), NSDAP, Wahlkreis 17 (Westphalie-Nord)
- Ernst Ittameier, NSDAP, Wahlkreis 26 (Franconie)

### J
- Felix Jacke (de), NSDAP, Wahlkreis 10 (Magdebourg)
- Anton Jadasch (de) (1888–1964), KPD, Wahlkreis 9 (Oppeln)
- Wilhelm Jaeger (de) (Celle), DNVP, Wahlkreis 6 (Pommern)
- Franz-Werner Jaenke (Liegnitz), NSDAP, Wahlkreis 8 (Liegnitz)
- Dietrich von Jagow (de) (1892–1945), NSDAP, Wahlkreis 31 (Wurtemberg)
- Albert Janka (1907– 1933), KPD, Wahlkreis 30 (Chemnitz-Zwickau)
- Alfred Janschek (de) (1874–1955), SPD, Wahlkreis 17 (Westphalie-Nord)
- Johann Friedrich Jebe (de), NSDAP, Wahlkreis 13 (Schleswig-Holstein)
- Friedrich Jeckeln (Braunschweig) (1895–1946), NSDAP, Wahlkreis 16 (Südhannover–Braunschweig (Land))
- Ernst Jenke (de) (Breslau), NSDAP, Wahlkreis 7 (Breslau)
- Konrad Jenzen (de), NSDAP, Wahlkreis 8 (Liegnitz)
- Fritz Johlitz (de) (1893–1974), NSDAP, Wahlkreis 23 (Düsseldorf-Sud)
- Heinz-Hugo John, NSDAP, Reichswahlvorschlag
- Joseph Joos (1878–1965), Zentrum, Wahlkreis 20 (Cologne-Aix-la-Chapelle)
- Martin Jordan (de) (1897–1945), NSDAP, Wahlkreis 30 (Chemnitz-Zwickau)
- Marie Juchacz (1879–1956), SPD, Wahlkreis 4 (Potsdam I)

### K
- Dr Ludwig Kaas (1881–1952), Zentrum, Reichswahlvorschlag
- Fritz Kahmann (de) (1896–1978), KPD, Reichswahlvorschlag
- Jakob Kaiser (Köln) (1888–1961), Zentrum, Wahlkreis 22 (Düsseldorf-Est)
- Anton Kampschulte (de), Zentrum, Wahlkreis 17 (Westphalie-Nord)
- Wilhelm Karpenstein (de) (1903–1968), NSDAP, Wahlkreis 6 (Pommern)
- Hugo Karpf (de) (1895–1994), BVP, eingetreten am 22. Juli 1933 für den Abgeordneten Leicht
- August Karsten (de) (1888–1981), SPD, Wahlkreis 16 (Südhannover–Braunschweig (Land))
- Berthold Karwahne (de) (1887–1957), NSDAP, Wahlkreis 16 (Südhannover–Braunschweig (Land))
- Siegfried Kasche (de) (1903–1947), NSDAP, Wahlkreis 5 (Francfort-sur-l'Oder)
- Ernst Katzmann (de) (1897–1968), NSDAP, Wahlkreis 12 (Thuringe)
- Karl Kaufmann (1900–1969), NSDAP, Wahlkreis 34 (Hambourg)
- Albert Kayser (Berlin) (1898–1944), KPD, Wahlkreis 2 (Berlin)
- Wilhelm Keppler (1882–1960), NSDAP, Reichswahlvorschlag
- Fritz Kern (de) (Eberstadt), NSDAP, Wahlkreis 33 (Hessen-Darmstadt)
- Fritz Kiehn (de) (1885–1980), NSDAP, Wahlkreis 31 (Wurtemberg)
- Manfred von Killinger (1886–1944), NSDAP, Wahlkreis 28 (Dresde-Bautzen)
- Hans Kippenberger (1898–1937), KPD, Wahlkreis 29 (Leipzig)
- Alfred Kirchner (de), NSDAP, Wahlkreis 12 (Thuringe)
- Emil Kirschmann (de) (1888–1948), SPD, Wahlkreis 21 (Coblence-Trèves)
- Dietrich Klagges (de) (1891–1971), NSDAP, Wahlkreis 15 (Hanovre-Est)
- Dr Josef Klein (de), NSDAP, Wahlkreis 22 (Düsseldorf-Est)
- Dr Fritz Kleiner (de), DNVP, Wahlkreis 9 (Oppeln)
- Fritz Kling (de), DBP, Wahlkreis 24 (Oberbayern–Schwaben)
- Dr Carl Klipp (de), NSDAP, Wahlkreis 12 (Thuringe)
- Florian Klöckner (de) (1868–1947), Zentrum, Reichswahlvorschlag, ausgeschieden am 30. Juni 1933
- Heinrich August Knickmann (de), NSDAP, Wahlkreis 18 (Westphalie-Sud)
- Wilhelm Knoll (de), Zentrum, Wahlkreis 33 (Hessen-Darmstadt)
- Erich Koch (Ostpreußen) (1896–1986), NSDAP, Wahlkreis 1 (Prusse-Orientale)
- Wilhelm Koch (Wuppertal) (1877–1950), DNVP, Wahlkreis 22 (Düsseldorf-Est)
- Paul Körner (Berlin), NSDAP, Wahlkreis 28 (Dresde-Bautzen)
- Olga Körner (Dresden) (1887–1969), KPD, Wahlkreis 28 (Dresde-Bautzen)
- Hellmut Körner (de) (Sachsen) (1904–1966), NSDAP, Wahlkreis 28 (Dresde-Bautzen)
- Dr Artur Kolb (de), NSDAP, Wahlkreis 25 (Basse-Bavière)
- Hubert Korbacher (Franken), BVP, Wahlkreis 26 (Franconie)
- Willi Koska (de), KPD, Wahlkreis 18 (Westphalie-Sud)
- Hermann Krätzig (1871–1954), SPD, Wahlkreis 28 (Dresde-Bautzen)
- Ludwig Kraft (de), NSDAP, Wahlkreis 22 (Düsseldorf-Est)
- Werner Kraus (de) (Stettin), KPD, Wahlkreis 6 (Pommern)
- Rudolf Krause (de) (Magdebourg), NSDAP, Wahlkreis 10 (Magdebourg)
- Dr Heinrich Krone (1895–1989), Zentrum, Wahlkreis 3 (Potsdam II)
- Wilhelm Kronsbein (de), NSDAP, Wahlkreis 14 (Weser-Ems)
- Friedrich-Wilhelm Krüger (1894–1945), NSDAP, Wahlkreis 5 (Francfort-sur-l'Oder)
- Franz Künstler (1888–1942), SPD, Wahlkreis 3 (Potsdam II), Opfer des NS-Regimes
- Fritz Theodor Kuhnen (de), Zentrum, Reichswahlvorschlag
- Karl Kuhnke (de), DNVP, Wahlkreis 6 (Pommern)
- Bernhard Kuhnt (de) (1876–1946), SPD, Wahlkreis 30 (Chemnitz-Zwickau)
- Marie Kunert (1871–1957), SPD, Wahlkreis 3 (Potsdam II)
- Siegmund Kunisch (de), NSDAP, Wahlkreis 18 (Westphalie-Sud)

### L
- Heinrich Landahl (de) (1895–1971), DStP, Reichswahlvorschlag
- Otto Landsberg (1869–1957), SPD, Reichswahlvorschlag
- Thusnelda Lang-Brumann (de), BVP, Reichswahlvorschlag
- Rudolf Lange (de) (1879–1945) DNVP, eingetreten am 7. April 1933 für den Abgeordneten Oberfohren
- Friedrich Larssen (de), SPD, Wahlkreis 1 (Prusse-Orientale)
- Wilhelm Laverrenz (de) (1879–1955), DNVP, Wahlkreis 2 (Berlin)
- Dr Julius Leber (1891–1945), SPD, Wahlkreis 35 (Mecklembourg)
- Annagrete Lehmann, DNVP, Wahlkreis 3 (Potsdam II)
- Johann Leicht (de), BVP, Wahlkreis 26 (Franconie), ausgeschieden am 4. Juli 1933
- Albert Leister (de), NSDAP, Wahlkreis 16 (Südhannover–Braunschweig (Land))
- Ernst Lemmer (de) (1898–1970), DStP, Reichswahlvorschlag
- Fritz Lengemann (de), NSDAP, Wahlkreis 19 (Hesse-Nassau)
- Georg Lenk (de) (1888–1946, NSDAP, Wahlkreis 30 (Chemnitz-Zwickau)
- Dr Friedrich Lent (de), DNVP, Wahlkreis 26 (Franconie)
- Karl Lenz (de), NSDAP, Wahlkreis 33 (Hessen-Darmstadt)
- Willy Leow, KPD, Wahlkreis 1 (Prusse-Orientale)
- Magnus von Levetzow, NSDAP, Reichswahlvorschlag
- Hans Ritter von Lex (de) (1892–1970), BVP, Wahlkreis 24 (Oberbayern–Schwaben)
- Dr Robert Ley (Köln) (1890–1945), NSDAP, Wahlkreis 20 (Cologne-Aix-la-Chapelle)
- Karl Linder (de) (1900–??), NSDAP, Wahlkreis 19 (Hesse-Nassau)
- Richard Lipinski (1867–1936), SPD, Wahlkreis 29 (Leipzig)
- Karl Litke (de) (Berlin) (1893–1962), SPD, Wahlkreis 2 (Berlin)
- Karl Litzmann (1850–1936), NSDAP, Wahlkreis 5 (Francfort-sur-l'Oder), ausgeschieden am 2. April 1933
- Paul Löbe (1875–1967), SPD, Wahlkreis 7 (Breslau)
- Wilhelm Friedrich Loeper (de) (1883–1935), NSDAP, Wahlkreis 10 (Magdebourg)
- Dr Kurt Löwenstein (de) (1895–1939), SPD, Wahlkreis 3 (Potsdam II), ausgeschieden am 12. April 1933
- Hans Lommel (de), NSDAP, Wahlkreis 19 (Hesse-Nassau)
- Hanns Ludin (1905–1947), NSDAP, Wahlkreis 32 (Bade)
- Hans von Ludwiger (de), DNVP, Wahlkreis 8 (Liegnitz)
- Erich Lübbe (de), SPD, Wahlkreis 2 (Berlin)
- Kurt Lüdtke (de) (Pommern), NSDAP, Wahlkreis 6 (Pommern)
- Werner Lufft (de), SPD, Wahlkreis 1 (Prusse-Orientale)
- Viktor Lutze (1890–1943), NSDAP, Wahlkreis 16 (Südhannover–Braunschweig (Land))
- Max Luyken (de), NSDAP, Wahlkreis 23 (Düsseldorf-Sud)

### M
- Max Maddalena (1895–1943), KPD, Reichswahlvorschlag
- Dr Reinhold Maier (Wurtemberg) (1889–1971), DStP, Reichswahlvorschlag
- Josef Malzer (de), NSDAP, Wahlkreis 31 (Wurtemberg)
- Ludwig Marum (1882–1934), SPD, Reichswahlvorschlag, Opfer des NS-Regimes
- Martin Matthiessen (de), NSDAP, Wahlkreis 13 (Schleswig-Holstein)
- Stefan Meier (de) (Bade) (1889–1944), SPD, Wahlkreis 32 (Bade)
- Else Meier (de) (Berlin), KPD, Wahlkreis 4 (Potsdam I)
- Dr Hans Meinshausen (de), NSDAP, Wahlkreis 2 (Berlin)
- Arthur Mertins (de) (1898–1979), SPD, Wahlkreis 1 (Prusse-Orientale)
- Franz Metz, SPD, Wahlkreis 19 (Hesse-Nassau)
- Johann Meyer (de) (Franken), KPD, Wahlkreis 26 (Franconie)
- Rudolf Michaelis (de), NSDAP, Wahlkreis 10 (Magdebourg)
- Dr Carl Mierendorff (1897–1943), SPD, Wahlkreis 33 (Hessen-Darmstadt)
- Paul Moder, NSDAP, Wahlkreis 13 (Schleswig-Holstein)
- Alfred Möllers (de), DNVP, Reichswahlvorschlag
- Carl Moltmann (de) (1884–1960), SPD, Wahlkreis 35 (Mecklembourg)
- Heinrich Müller (de) (Hannover) (1885–1943), NSDAP, Wahlkreis 16 (Südhannover–Braunschweig (Land))
- Hermann Müller (Magdebourg), NSDAP, Wahlkreis 10 (Magdebourg)
- Friedrich Wilhelm Müller (de) (Westfalen), NSDAP, Wahlkreis 18 (Westphalie-Sud)
- Ludwig Münchmeyer (de), NSDAP, Wahlkreis 33 (Hessen-Darmstadt)
- Willi Münzenberg (1889–1940), KPD, Wahlkreis 19 (Hesse-Nassau)
- Carl Muhsal (de), KPD, Wahlkreis 22 (Düsseldorf-Est)
- Heinrich Multhaupt (de), NSDAP, Wahlkreis 23 (Düsseldorf-Sud)
- Martin Mutschmann (1879–1947/1950), NSDAP, Wahlkreis 30 (Chemnitz-Zwickau)

### N
- Walter Nagel (de), NSDAP, Wahlkreis 17 (Westphalie-Nord)
- Anna Nemitz (de) (1873–1962), SPD, Wahlkreis 8 (Liegnitz)
- Dr Theodor Neubauer (Berlin) (1890–1945), KPD, Reichswahlvorschlag
- Georg Neugebauer (de) (Breslau), NSDAP, Wahlkreis 7 (Breslau)
- Matthias Neyses (de), Zentrum, Wahlkreis 21 (Coblence-Trèves)
- Dr Hans Heinrich Nieland (de) (1900–1976), NSDAP, Wahlkreis 34 (Hambourg)
- Gustav Nietfeld-Beckmann (de), NSDAP, Wahlkreis 14 (Weser-Ems (de))
- Erwin Nötzelmann (de), NSDAP, Wahlkreis 1 (Prusse-Orientale)
- Friedrich Nowack (de) (1890–1959), SPD, Wahlkreis 15 (Hanovre-Est)

### O
- Dr Ernst Oberfohren (de) (1881–1933), DNVP, Wahlkreis 13 (Schleswig-Holstein), ausgeschieden am 31. März 1933
- Hanns Oberlindober (de), NSDAP, Wahlkreis 19 (Hesse-Nassau)
- Josef Odendall (de), NSDAP, Wahlkreis 20 (Cologne-Aix-la-Chapelle)
- Walter Oettinghaus (de) (1883–1950), KPD, Wahlkreis 18 (Westphalie-Sud)
- Dr Wilhelm Offenstein (de), Zentrum, Wahlkreis 16 (Südhannover–Braunschweig (Land))
- Karl Olbrysch (de) (Berlin), KPD, Wahlkreis 2 (Berlin)
- Max Opitz (1890–1982), KPD, Wahlkreis 17 (Westphalie-Nord)
- Theodor Oppermann (de), NSDAP, Wahlkreis 22 (Düsseldorf-Est)
- Hermann Ott (de) (1870–1934), Zentrum, eingetreten am 20. Juli 1933 für den Abgeordneten Farny
- Egbert Otto (de), NSDAP, Wahlkreis 1 (Prusse-Orientale)
- Helene Overlach (de), KPD, Wahlkreis 22 (Düsseldorf-Est)

### P
- Franz von Papen (1879–1969), Gast der DNVP, Reichswahlvorschlag
- Richard Partzsch (de) (Hannover) (1881–1953), SPD, Wahlkreis 16 (Südhannover–Braunschweig (Land))
- Otto Friedrich Passehl (de), SPD, Wahlkreis 6 (Pommern)
- Dr Else Peerenboom (de), Zentrum, Wahlkreis 21 (Coblence-Trèves)
- Friedrich Peine (de), SPD, Wahlkreis 15 (Hanovre-Est)
- Friedrich Peppmüller (de), NSDAP, Wahlkreis 23 (Düsseldorf-Sud)
- Dr Ludwig Perlitius (de), Zentrum, Wahlkreis 7 (Breslau)
- Dr Karl Peschke (de), NSDAP, Wahlkreis 7 (Breslau)
- Franz Peters (de) (1888–1933), SPD, Wahlkreis 11 (Mersebourg)
- Franz Petrich (de) (1889–1945), SPD, Wahlkreis 12 (Thuringe)
- Dr Alfred Pfaff, NSDAP, Reichswahlvorschlag
- Franz von Pfeffer, NSDAP, Reichswahlvorschlag
- Antonie Pfülf (1877–1933), SPD, Wahlkreis 25 (Basse-Bavière), verstorben am 8. Juni 1933
- Wilhelm Pieck (1876–1960), KPD, Wahlkreis 2 (Berlin)
- Ernst Ludwig Pies (de), NSDAP, Wahlkreis 21 (Coblence-Trèves)
- Franz Pillmayer (de), NSDAP, Wahlkreis 30 (Chemnitz-Zwickau)
- Claus von Platen (de) (Ostpreußen), NSDAP, Wahlkreis 1 (Prusse-Orientale)
- Friedrich Plattner (de), NSDAP, Wahlkreis 32 (Bade)
- Eugen Plorin (de) (Ostpreußen), NSDAP, Wahlkreis 1 (Prusse-Orientale)
- Kurt Pohle (de) (1899–1961), SPD, Wahlkreis 7 (Breslau)
- Karl Poppe (de), NSDAP, Wahlkreis 14 (Weser-Ems (de))
- Joseph Pradel (de) (Thuringe), Zentrum, Wahlkreis 12 (Thuringe)
- Ernst Pretzel (de) (Berlin), NSDAP, Wahlkreis 3 (Potsdam II)
- Alfred Preuß (de) (Königsberg), NSDAP, Wahlkreis 1 (Prusse-Orientale)
- August Wilhelm Prinz von Preußen (1887–1949), NSDAP, Wahlkreis 4 (Potsdam I)
- Hans-Adolf Prützmann (1901–1945), NSDAP, Wahlkreis 1 (Prusse-Orientale)
- Friedrich Puchta (de) (1883–1945), SPD, Wahlkreis 26 (Franconie)
- Carl Friedrich Graf von Pückler-Burghauss, NSDAP, Wahlkreis 9 (Oppeln)
- Johannes Puth (de) (Hessen), NSDAP, Wahlkreis 19 (Hesse-Nassau)
- Ernst Putz (de) (1896–1933), KPD, Reichswahlvorschlag

### Q
- Dr Reinhold Quaatz (de), DNVP, Reichswahlvorschlag
- Eugen Graf von Quadt zu Wykradt und Isny (de), BVP, später Gast der NSDAP, Reichswahlvorschlag, ausgeschieden am 21. Juli 1933, erneut eingetreten am 21. Juli 1933 für den Abgeordneten Stimmer

### R
- Dr Walther Rademacher (de), DNVP, Wahlkreis 29 (Leipzig)
- Siegfried Rädel (1893–1943), KPD, Wahlkreis 28 (Dresde-Bautzen)
- Karl Raloff (de) (1899–1976), SPD, Wahlkreis 16 (Südhannover–Braunschweig (Land))
- Dr Rudolf Ramm (de) (Pfalz), NSDAP, Wahlkreis 27 (Pfalz)
- Hans Ramshorn (de), NSDAP, Wahlkreis 9 (Oppeln)
- Hans Rauch (de) (1876–1936), BVP, eingetreten am 11. August 1933 für den Abgeordneten Graf von Quadt zu Wykradt und Isny
- Paul Redlich (de), (1893–1944), KPD, Wahlkreis 5 (Francfort-sur-l'Oder)
- Maria Reese (de) (1889–1958), KPD, Wahlkreis 16 (Südhannover–Braunschweig (Land))
- Fritz Reinhardt (1895–1969), NSDAP, Wahlkreis 24 (Oberbayern–Schwaben)
- Helmut Reinke (de), NSDAP, Wahlkreis 34 (Hambourg)
- Anton Reißner (de) (Francfort) (1890–1940), SPD, Wahlkreis 5 (Francfort-sur-l'Oder)
- Hans Reiter (Sachsen), NSDAP, Wahlkreis 28 (Dresde-Bautzen)
- Hermann Remmele (de) (Berlin) (1880–1939), KPD, Wahlkreis 4 (Potsdam I)
- Dr Erwin Respondek, Zentrum, Wahlkreis 9 (Oppeln)
- Horst von Restorff (de), DNVP, Wahlkreis 1 (Prusse-Orientale)
- Ernst Reuter (Magdebourg) (1889–1953), SPD, Wahlkreis 10 (Magdebourg)
- Ernst Graf zu Reventlow (1869–1943), NSDAP, Wahlkreis 2 (Berlin)
- Hartwig von Rheden (de), NSDAP, Wahlkreis 16 (Südhannover–Braunschweig (Land))
- Heinrich Richter (de) (Hildesheim), SPD, Wahlkreis 16 (Südhannover–Braunschweig (Land))
- Max Richter (de) (Neumünster), SPD, Wahlkreis 13 (Schleswig-Holstein)
- Ernst Riemenschneider (de), NSDAP, Wahlkreis 18 (Westphalie-Sud)
- Franz Riesener (de), Zentrum, Wahlkreis 17 (Westphalie-Nord)
- Friedrich Ringshausen (de), NSDAP, Wahlkreis 33 (Hessen-Darmstadt)
- Konrad Ritsch (de), NSDAP, Wahlkreis 8 (Liegnitz)
- Heinrich Ritzel (de) (1893–1971), SPD, Wahlkreis 33 (Hessen-Darmstadt)
- Theodor Roeingh (de), Zentrum, Wahlkreis 17 (Westphalie-Nord)
- Carl Röver (1889–1942), NSDAP, Wahlkreis 14 (Weser-Ems (de))
- Alfred Rosenberg (1893–1946), NSDAP, Wahlkreis 33 (Hessen-Darmstadt)
- Erich Roßmann (de) (Wurtemberg) (1884–1953), SPD, Wahlkreis 31 (Wurtemberg)
- Robert Roth (politique) (Bade), (1891–1975), NSDAP, Wahlkreis 32 (Bade)
- Ernst Roth (de) (Mannheim) (1901–1951), SPD, Wahlkreis 32 (Bade)
- Dr Fridolin Rothermel (de), BVP, Wahlkreis 24 (Oberbayern–Schwaben)
- Willi Ruckdeschel (de), NSDAP, Wahlkreis 4 (Potsdam I)
- Johannes Rupp, NSDAP, Wahlkreis 32 (Bade)
- Dr Walter Ruppin (de), NSDAP, Wahlkreis 5 (Francfort-sur-l'Oder)
- Erich Rußek (de), NSDAP, Wahlkreis 9 (Oppeln)
- Bernhard Rust (1883–1945), NSDAP, Wahlkreis 16 (Südhannover–Braunschweig (Land))

### S
- Heinrich van de Sandt (de) (1899–1974), Zentrum, eingetreten am 16. August 1933 für den Abgeordneten Schmitz (Duisburg)
- Hugo Saupe (de) (Leipzig) (1883–1957), SPD, Wahlkreis 29 (Leipzig)
- Johannes Schäfer (de) (1903–1943), NSDAP, Wahlkreis 11 (Mersebourg)
- Richard Schaller (de), NSDAP, Wahlkreis 20 (Cologne-Aix-la-Chapelle)
- Dr Johannes Schauff (de) (1902–1990), Zentrum, Wahlkreis 8 (Liegnitz)
- Franz Scheffel (de), SPD, Reichswahlvorschlag
- John Schehr (Hannover) (1896–1934), KPD, Reichswahlvorschlag
- Philipp Scheidemann (1865–1939), SPD, Wahlkreis 19 (Hesse-Nassau)
- Hans Schemm (de) (1891–1935), NSDAP, Wahlkreis 26 (Franconie)
- Dr Rudolf Schetter (de), Zentrum, Wahlkreis 20 (Cologne-Aix-la-Chapelle)
- Ludwig Schickert (de) (1901–1951), NSDAP, Wahlkreis 27 (Pfalz)
- Otto Schiek (de) (1898–1980), KPD, Wahlkreis 12 (Thuringe)
- Baldur von Schirach (1907–1974), NSDAP, Reichswahlvorschlag
- Johannes Schirmer (de) (1877–1950), SPD, Wahlkreis 28 (Dresde-Bautzen)
- Peter Schlack (de) (1875–1957), Zentrum, Wahlkreis 22 (Düsseldorf-Est)
- Hubert Schlebusch (de) (1893–1955), SPD, Wahlkreis 23 (Düsseldorf-Sud)
- Rudolf Schmeer (de) (Aachen), NSDAP, Wahlkreis 20 (Cologne-Aix-la-Chapelle)
- Paul Schmidt (de) (Bottrop) (1901–1977), NSDAP, Wahlkreis 17 (Westphalie-Nord)
- Dr Erich Schmidt (de) (Eichwalde), DNVP, Wahlkreis 11 (Mersebourg)
- Otto Schmidt (de) (Hannover) (1888–1971), DNVP, Wahlkreis 15 (Hanovre-Est)
- Fritz Schmidt (Cassel) (1902–1973), NSDAP, Wahlkreis 19 (Hesse-Nassau)
- Georg Schmidt (de) (Köpenick) (1875–1946), SPD, Wahlkreis 6 (Pommern)
- Heinrich Josef Schmidt (de) (Lippstadt), Zentrum, Wahlkreis 18 (Westphalie-Sud), ausgeschieden am 6. Juni 1933
- Wilhelm Schmidt (Neukölln), DNVP, Wahlkreis 5 (Francfort-sur-l'Oder)
- Friedrich Schmidt (Stuttgart), NSDAP, Wahlkreis 31 (Wurtemberg)
- Lic. Albert Schmidt (de) (Westfalen) (1893–1945), CSVD, Wahlkreis 18 (Westphalie-Sud)
- Adolf Schmidtsdorff (de) (1878–1945), NSDAP, Wahlkreis 6 (Pommern)
- Erich Schmiedicke (de), NSDAP, Wahlkreis 4 (Potsdam I)
- Hermann Joseph Schmitt (de) (Berlin), Zentrum, Wahlkreis 2 (Berlin)
- Josef Schmitt (de) (Karlsruhe) (1874–1939), Zentrum, Wahlkreis 32 (Bade)
- Karl Schmitz (de)(Duisburg), Zentrum, Wahlkreis 23 (Düsseldorf-Sud), ausgeschieden am 30. Juli 1933
- Michael Schnabrich (de) (1880–1939), SPD, Wahlkreis 19 (Hesse-Nassau)
- Hermann Schneider (de), NSDAP, Wahlkreis 7 (Breslau)
- August Schneidhuber, NSDAP, Wahlkreis 33 (Hessen-Darmstadt)
- Ernst Schneller (de) (1890–1944), KPD, Wahlkreis 30 (Chemnitz-Zwickau)
- Ernst Schneppenhorst, SPD, Wahlkreis 26 (Franconie)
- Ernst Schnitzler (de), Zentrum, Wahlkreis 22 (Düsseldorf-Est)
- Josef Schönwälder (de), NSDAP, Wahlkreis 7 (Breslau)
- Karl Friedrich Freiherr von Schorlemer (de), DNVP, Wahlkreis 20 (Cologne-Aix-la-Chapelle)
- Alexander Schrader (de), NSDAP, Wahlkreis 10 (Magdebourg)
- Konrad Schragmüller (de), NSDAP, Wahlkreis 10 (Magdebourg)
- Ferdinand Schramm (de) (Schleswig-Holstein), NSDAP, Wahlkreis 13 (Schleswig-Holstein)
- Carl Schreck (de) (1873–1956), SPD, Wahlkreis 17 (Westphalie-Nord), ausgeschieden am 17. Mai 1933
- Dr Georg Schreiber (de) (1882–1963), Zentrum, Wahlkreis 17 (Westphalie-Nord)
- Fritz Schröder (de) (District de Potsdam (1815-1945)|Potsdam) (1891–1937), SPD, eingetreten am 28. April 1933 für den Abgeordneten Löwenstein
- Karl Schröder (de), NSDAP, eingetreten am 8. April 1933 für den Abgeordneten Litzmann
- Walther Schröder (de) (Mecklenburg), NSDAP, Wahlkreis 35 (Mecklembourg)
- Wilhelm Schroeder (de) (Sachsen), NSDAP, Wahlkreis 29 (Leipzig)
- Louise Schroeder (Schleswig-Holstein) (1887–1957), SPD, Wahlkreis 13 (Schleswig-Holstein)
- Hermann Schroer (de) (Wuppertal), NSDAP, Wahlkreis 22 (Düsseldorf-Est)
- Fritz Schuberth (de), NSDAP, Wahlkreis 26 (Franconie)
- Walter Schuhmann (de) (Berlin), NSDAP, Wahlkreis 2 (Berlin)
- Hermann Schuldt (de) (Mecklenburg), KPD, Wahlkreis 35 (Mecklembourg)
- Fritz Schulte (de) (Düsseldorf), KPD, Wahlkreis 23 (Düsseldorf-Sud)
- Dr Paul Schultze-Naumburg (1869–1949), NSDAP, Reichswahlvorschlag
- Robert Schulz (de) (Pommern), NSDAP, Wahlkreis 6 (Pommern)
- Berta Schulz (de) (Westfalen), SPD, Wahlkreis 18 (Westphalie-Sud)
- Reinhard Schulze-Stapen (de), DNVP, Wahlkreis 10 (Magdebourg)
- Dr Kurt Schumacher (1895–1952), SPD, Wahlkreis 31 (Wurtemberg)
- Gustav Schumann (de) (Stettin), SPD, Wahlkreis 6 (Pommern)
- Georg Schumann (de) (Thuringe) (1886–1945), KPD, Wahlkreis 12 (Thuringe)
- Jean-Albert Schwarz (de) (Francfort) (1873–1957), Zentrum, Wahlkreis 19 (Hesse-Nassau)
- Wilhelm Schwarz (de) (Memmingen), NSDAP, Wahlkreis 24 (Oberbayern–Schwaben)
- Franz Xaver Schwarz (Munich) (1875–1947), NSDAP, Reichswahlvorschlag
- Rudolf Schwarzer (de) (Oberbayern), BVP, Wahlkreis 24 (Oberbayern–Schwaben)
- Gerhart Seger (Dessau) (1896–1967), SPD, Wahlkreis 10 (Magdebourg)
- Siegfried Seidel-Dittmarsch (de), NSDAP, Wahlkreis 4 (Potsdam I)
- Walther Seidler (de), NSDAP, Wahlkreis 19 (Hesse-Nassau)
- Friedrich Selbmann, (1899–1975), KPD, Wahlkreis 29 (Leipzig)
- Franz Seldte (1882–1947), Gast der DNVP, Reichswahlvorschlag
- Nikolaus Selzner (1899–1944), NSDAP, Wahlkreis 27 (Pfalz)
- Tony Sender (1888–1964), SPD, Wahlkreis 28 (Dresde-Bautzen)
- Carl Severing (1875–1952), SPD, Wahlkreis 17 (Westphalie-Nord)
- Joseph Seydel (de) (Sachsen), NSDAP, Wahlkreis 28 (Dresde-Bautzen)
- Karl Sieber (de) (Leipzig), NSDAP, Wahlkreis 29 (Leipzig)
- Clara Siebert, Zentrum, Wahlkreis 32 (Bade)
- Gustav Simon (1900–1945), NSDAP, Wahlkreis 21 (Coblence-Trèves)
- Wilhelm Simpfendörfer (de) (1888–1973), CSVD, Wahlkreis 31 (Wurtemberg)
- Paul Skoda (de), NSDAP, Wahlkreis 3 (Potsdam II)
- Heinrich Soest (de) (Göttingen), NSDAP, Wahlkreis 16 (Südhannover–Braunschweig (Land))
- Fritz Soldmann (de) (Franken), SPD, Wahlkreis 26 (Franconie)
- Wilhelm Sollmann (Köln) (1881–1951), SPD, Wahlkreis 20 (Cologne-Aix-la-Chapelle)
- Dr Martin Spahn (1875–1945), DNVP, Wahlkreis 21 (Coblence-Trèves)
- Jakob Sporrenberg (Düsseldorf) (1902–1952), NSDAP, Wahlkreis 22 (Düsseldorf-Est)
- Jakob Sprenger (1884–1945), NSDAP, Wahlkreis 19 (Hesse-Nassau)
- Dr Eduard Stadtler (de) (1886–1945), DNVP, Wahlkreis 23 (Düsseldorf-Sud)
- Dr Eugen Stähle (de) (Nagold), NSDAP, Wahlkreis 31 (Wurtemberg)
- Bruno Stamer (de), NSDAP, Wahlkreis 13 (Schleswig-Holstein)
- Robert Stamm (de) (1900–1937), KPD, Wahlkreis 14 (Weser-Ems)
- Friedrich Stampfer (de) (1874–1957), SPD, Reichswahlvorschlag
- Margarethe Starrmann (de), SPD, Wahlkreis 29 (Leipzig)
- Dr Hans Staudinger (de) (1889–1980), SPD, Wahlkreis 34 (Hambourg)
- Adam Stegerwald (1874–1945), Zentrum, Wahlkreis 17 (Westphalie-Nord)
- Vinzenz Stehle (Bittelbronn), NSDAP, Wahlkreis 31 (Wurtemberg)
- Heinrich Steinfeldt (de) (1892–1955), SPD, eingetreten am 12. Juni 1933 für den Abgeordneten Biedermann
- Werner Steinhoff (de), DNVP, Wahlkreis 3 (Potsdam II)
- Johannes Stelling (de) (1877–1933), SPD, Wahlkreis 9 (Oppeln)
- Helmut Stellrecht (de) (1898–1987), NSDAP, eingetreten am 10. Juni 1933 für den Abgeordneten Esser (Munich)
- Franz Stenzer, KPD, Reichswahlvorschlag
- Ernst Stiehler (de), NSDAP, Wahlkreis 30 (Chemnitz-Zwickau)
- Hans Stimmer (de), BVP, Wahlkreis 24 (Oberbayern–Schwaben), ausgeschieden am 7. Juli 1933
- Franz Stöhr (de), NSDAP, Wahlkreis 11 (Mersebourg)
- Julius Streicher (1885–1946), NSDAP, Wahlkreis 26 (Franconie)
- Emil Stürtz, NSDAP, Wahlkreis 18 (Westphalie-Sud)
- Martin Stumpf (de), NSDAP, Wahlkreis 5 (Francfort-sur-l'Oder)
- Joseph Sturm (de), BVP, Wahlkreis 25 (Basse-Bavière), ausgeschieden am 28. August 1933
- Heinrich von Sybel (de) (1885–1969), NSDAP, Wahlkreis 1 (Prusse-Orientale)

### T
- Fritz Tarnow (de) (1880–1951), SPD, Reichswahlvorschlag
- Otto Telschow (de) (1876–1945), NSDAP, Wahlkreis 15 (Hanovre-Est)
- Hermann Tempel (de), SPD, Wahlkreis 14 (Weser-Ems (de))
- Josef Terboven (1898–1945), NSDAP, Wahlkreis 23 (Düsseldorf-Sud)
- Hubert Teschner (de), Zentrum, Wahlkreis 1 (Prusse-Orientale)
- Christine Teusch (de) (1888–1968), Zentrum, Wahlkreis 20 (Cologne-Aix-la-Chapelle)
- Ernst Thälmann (1886–1944), KPD, Wahlkreis 34 (Hambourg)
- Mathias Thesen (de) (1891–1944), KPD, Wahlkreis 17 (Westphalie-Nord)
- Kurt Thiele (de) (Bremen), NSDAP, Wahlkreis 14 (Weser-Ems)
- Nikolaus Thielen (Köln), KPD, Wahlkreis 20 (Cologne-Aix-la-Chapelle)
- Adolf Thormählen (de), NSDAP, Wahlkreis 13 (Schleswig-Holstein)
- Fritz Tiebel (de) (Merseburg), NSDAP, Wahlkreis 11 (Mersebourg)
- Dr Magdalene von Tiling (de), DNVP, Wahlkreis 22 (Düsseldorf-Est)
- Erich Timm (de), DNVP, Wahlkreis 3 (Potsdam II)
- Ernst Torgler (de) (1893–1963), KPD, Wahlkreis 2 (Berlin)
- Peter Tremmel (de), Zentrum, Wahlkreis 21 (Coblence-Trèves)
- Friedrich Triebel (de) (Thuringe), NSDAP, Wahlkreis 12 (Thuringe)
- Karl Troßmann (Nürnberg), BVP, Wahlkreis 26 (Franconie)
- Thilo von Trotha, DNVP, Wahlkreis 11 (Mersebourg)
- Oskar Trübenbach (de), NSDAP, Wahlkreis 12 (Thuringe)
- Hans von Tschammer und Osten (1887–1943), NSDAP, Wahlkreis 10 (Magdebourg)

### U
- Friedrich Uebelhoer, NSDAP, Wahlkreis 11 (Mersebourg)
- Kurt Uhlig (de) (Chemnitz), SPD, Wahlkreis 30 (Chemnitz-Zwickau)
- Walter Ulbricht (District de Potsdam (1815-1945)|Potsdam) (1893–1973), KPD, Wahlkreis 3 (Potsdam II)
- Karl Ulitzka (de), Zentrum, Wahlkreis 9 (Oppeln)
- Adalbert Ullmer (de) (1896–1966), NSDAP, eingetreten am 21. Juli 1933 für den Abgeordneten Hug
- Artur Ullrich (de) (Görlitz), KPD, Wahlkreis 7 (Breslau)
- Lisa Ullrich (de) (Köln) (1900–1986), KPD, Wahlkreis 20 (Cologne-Aix-la-Chapelle)
- Curt von Ulrich (de) (Cassel) (1876–1946), NSDAP, Wahlkreis 19 (Hesse-Nassau)
- Fritz Ulrich (de) (Wurtemberg) (1888–1969), SPD, Wahlkreis 31 (Wurtemberg)
- Hans Unterleitner (de) (1890–1971), SPD, Wahlkreis 24 (Oberbayern–Schwaben)
- Dr Georg Usadel (de), NSDAP, Reichswahlvorschlag

### V
- Willi Veller (de) (Düsseldorf), NSDAP, Wahlkreis 22 (Düsseldorf-Est)
- Eduard Verhülsdonk (de), Zentrum, Wahlkreis 21 (Coblence-Trèves)
- Heinrich Vetter (de) (Westfalen), NSDAP, Wahlkreis 18 (Westphalie-Sud)
- Dr Heinrich Vockel (de) (1892–1968), Zentrum, Reichswahlvorschlag
- Johann Vogel (de) (1881–1945), SPD, Wahlkreis 26 (Franconie)
- Artur Vogt (de), KPD, Wahlkreis 2 (Berlin)

### W
- Werner Wächter, NSDAP, Wahlkreis 3 (Potsdam II)
- Dr Peter Wages (de), Zentrum, Wahlkreis 23 (Düsseldorf-Sud)
- Robert Wagner (Bade) (1895–1946), NSDAP, Wahlkreis 32 (Bade)
- Dr Richard Wagner (de) (Hessen), NSDAP, Wahlkreis 33 (Hessen-Darmstadt)
- Friedrich Wilhelm Wagner (Pfalz) (1894–1971), SPD, Wahlkreis 27 (Palatinat rhénan)
- Josef Wagner (Westfalen) (1899–1945), NSDAP, Wahlkreis 18 (Westphalie-Sud)
- Josias de Waldeck-Pyrmont (1896–1967), NSDAP, Reichswahlvorschlag
- Otto Walter (de) (Merseburg), KPD, Wahlkreis 11 (Mersebourg)
- Paul Walter (de) (District de Potsdam (1815-1945)|Potsdam), KPD, Wahlkreis 4 (Potsdam I)
- Alexander Freiherr von Wangenheim (de), NSDAP, Wahlkreis 4 (Potsdam I)
- Brunislaus Warnke (de) (Francfort), Zentrum, Wahlkreis 5 (Francfort-sur-l'Oder)
- Herbert Warnke (Hannover) (1902–1975), KPD, Wahlkreis 15 (Hanovre-Est)
- Helene Weber (Berlin) (1881–1962), Zentrum, Wahlkreis 22 (Düsseldorf-Est)
- Wilhelm Weber (de) (Hessen), SPD, Wahlkreis 33 (Hessen-Darmstadt)
- August Weber (de) (Westfalen), Zentrum, Wahlkreis 18 (Westphalie-Sud)
- Kurt Wege (de) (Berlin), NSDAP, Wahlkreis 3 (Potsdam II)
- Kurt Wege (de) (Francfort), DNVP, Wahlkreis 5 (Francfort-sur-l'Oder)
- August Wegmann (de) (1888–1976), Zentrum, Wahlkreis 14 (Weser-Ems (de))
- Dr Ernst Wegner (de) (Sachsen), NSDAP, Wahlkreis 29 (Leipzig)
- Walter Weidauer, KPD, Reichswahlvorschlag
- Georg Weidenhöfer (de), NSDAP, Wahlkreis 15 (Hanovre-Est)
- Jakob Weimer (de), SPD, Wahlkreis 31 (Wurtemberg)
- Josef Weiser (de), Zentrum, Wahlkreis 18 (Westphalie-Sud)
- Wilhelm Weiß (1892–1950), NSDAP, Reichswahlvorschlag
- Fritz Weitzel (de) (Hessen) (1904–1940), NSDAP, Wahlkreis 19 (Hesse-Nassau)
- Otto Wels (1872–1939), SPD, Wahlkreis 5 (Francfort-sur-l'Oder)
- Carl Wendemuth (de), SPD, Wahlkreis 7 (Breslau)
- Otto Wetzel (de) (Bade), NSDAP, Wahlkreis 32 (Bade)
- Fritz Wider (de), DNVP, Wahlkreis 31 (Wurtemberg)
- Anton Wiedemann (de) (Oberbayern), BVP, Wahlkreis 24 (Oberbayern–Schwaben)
- Albert Wiedemann (de) (Potsdam), DNVP, Wahlkreis 4 (Potsdam I)
- Franz Wiedemeier (de), Zentrum, Wahlkreis 31 (Wurtemberg)
- Dr Erich Wienbeck (de), DNVP, Wahlkreis 16 (Südhannover–Braunschweig (Land))
- Wilhelm Wigand (de), NSDAP, Wahlkreis 5 (Francfort-sur-l'Oder)
- Werner Willikens, NSDAP, Wahlkreis 16 (Südhannover–Braunschweig (Land))
- August Christian Winkler (de), Zentrum, Reichswahlvorschlag
- Dr Joseph Wirth (1879–1956), Zentrum, Reichswahlvorschlag
- Wilhelm Wisch (de), NSDAP, Wahlkreis 19 (Hesse-Nassau)
- Rudolf Wissell (1869–1962), SPD, Wahlkreis 4 (Potsdam I)
- Otto Witte (de) (1884–1963), SPD, Wahlkreis 19 (Hesse-Nassau)
- Wilhelm Witthaus (de), NSDAP, Wahlkreis 17 (Westphalie-Nord)
- Curt Wittje (de), NSDAP, Wahlkreis 32 (Bade)
- Max Wockatz (de), NSDAP, Wahlkreis 8 (Liegnitz)
- Hans Wolkersdörfer (de), NSDAP, Wahlkreis 11 (Mersebourg)
- Ernst Wollweber (1898–1967), KPD, Wahlkreis 13 (Schleswig-Holstein)
- Udo von Woyrsch (1895–1983), NSDAP, Wahlkreis 7 (Breslau)
- Alexander Freiherr von Wrangell (de), NSDAP, Wahlkreis 31 (Wurtemberg)
- Joachim Wünning (de), NSDAP, Wahlkreis 11 (Mersebourg)
- Mathilde Wurm (1874–1934), SPD, Wahlkreis 12 (Thuringe)
- Philipp Wurzbacher (de), NSDAP, Wahlkreis 26 (Franconie)
- Lucian Wysocki (de), NSDAP, Wahlkreis 20 (Cologne-Aix-la-Chapelle)

### Z
- Anna Zammert, SPD, Wahlkreis 16 (Südhannover–Braunschweig (Land))
- Hermann Zapf (de), NSDAP, Wahlkreis 23 (Düsseldorf-Sud)
- Robert Zeller (de) (Wurtemberg), NSDAP, Wahlkreis 31 (Wurtemberg)
- Carl Zenner (Koblenz), NSDAP, Wahlkreis 21 (Coblence-Trèves)
- Clara Zetkin (1857–1933), KPD, Wahlkreis 31 (Wurtemberg)
- Willy Ziegler (de) (Heidelberg), NSDAP, Wahlkreis 32 (Bade)
- Dr Günther Ziegler (de) (Sachsen), NSDAP, Wahlkreis 28 (Dresde-Bautzen)
- Elisabeth Zillken (de), Zentrum, Wahlkreis 18 (Westphalie-Sud)
- Georg von Zitzewitz (de), DNVP, Wahlkreis 6 (Pommern)
- Ernst Emil Zörner (de) (Braunschweig) (1895–1960 (für tot erklärt)), NSDAP, Wahlkreis 16 (Südhannover–Braunschweig (Land))
- Dr Joseph Zorn (de), Zentrum, Wahlkreis 23 (Düsseldorf-Sud)
- Dr Gustav Zunkel (de), NSDAP, Wahlkreis 12 (Thuringe)

## Ouvrages
- Reichstags-Handbuch. VIII. Wahlperiode 1933. Berlin 1933 (Digitalisat)
- Nachtrag zum Reichstags-Handbuch der VIII. Wahlperiode 1933. Berlin 1933 (Digitalisat)
- Alphabetisches Verzeichnis der Mitglieder des Reichstags. In: Verhandlungen des Reichstages. VIII. Wahlperiode 1933. Band 457, Berlin 1934 (Digitalisat)
- Während der VIII. Wahlperiode 1933 erfolgte Änderungen im Alphabetischen Verzeichnis der Mitglieder des Reichstages. In: Verhandlungen des Reichstages. VIII. Wahlperiode 1933. Band 457, Berlin 1934 (Digitalisat)

### Sources
- (de) Cet article est partiellement ou en totalité issu de l’article de Wikipédia en allemand intitulé « Liste der Reichstagsabgeordneten der Weimarer Republik (8. Wahlperiode) » (voir la liste des auteurs).